# Holothrix filicornis
Holothrix filicornis är en orkidéart som beskrevs av Immelman och Edmund André Charles Lois Eloi `Ted' Schelpe. Holothrix filicornis ingår i släktet Holothrix och familjen orkidéer. IUCN kategoriserar arten globalt som livskraftig. Inga underarter finns listade i Catalogue of Life.